# Yuyuanozoon
Yuyuanozoon magnificissimi
Genre
Espèce
Yuyuanozoon est un genre fossile d'organismes marins primitifs du sous-embranchement des Vetulicolia. Ce genre n'est représenté que par son espèce type, Yuyuanozoon magnificissimi, qui a vécu au Cambrien inférieur.

## Historique
L'espèce Yuyuanozoon magnificissimi a été découverte dans le xian de Chengjiang dans la province du Yunnan dans le Sud de la Chine.

## Description
Avec 20 cm de long, il s'agit du plus grand représentant de ce sous-embranchement.

## Systématique
Le genre Yuyuanozoon et l'espèce Yuyuanozoon magnificissimi ont été décrits en 2003 par Ailin Chen (d), Hongzhen Feng et Maoyan Zhu (d) dans une publication coécrite avec Dongsheng Ma et Ming Li.

### Étymologie
Le nom générique, Yuyuanozoon, fait référence à l'ancien nom du xian de Chengjiang.
Son épithète spécifique, magnificissimi, fait référence à la magnificence de la taille de cette espèce.

### Publication originale
- (en) Chen Ailin, Hongzhen Feng, Maoyan Zhu, Dongsheng Ma et Ming Li, « A New Vetulicolian from the Early Cambrian Chengjiang Fauna in Yunnan of China », Acta Geologica Sinica, Wiley-Blackwell, vol. 77, no 3,‎ septembre 2003, p. 281-287 (ISSN 1000-9515 et 1755-6724, DOI 10.1111/J.1755-6724.2003.TB00742.X, lire en ligne).